# Lista ducilor și regilor de Bavaria
Lista conducătorilor Bavariei

## Primul ducat de Bavaria

### DinastiaAgilolfingilor
- 555-591/592: Garibald I
- 592-c. 610: Tassilon I
- c 610-c. 630: Garibald al II-lea
- c. 680-716: Theodo I
- înainte de 680: Lantpert
- ???-716: Theodo al II-lea
- 716-înainte de 725: Theodebert (c. 702-719), Grimoald (c. 716-725) și Theudoald (c. 711-719), domnia comună
- înainte de 725-737: Tassilo al II-lea și Hugbert, domnia comună
- 737-748: Odilo
- 748-749: Grifo
- 749-788: Tassilo al III-lea, depus de către Carol cel Mare

## Regatul franc de Bavaria

### Dinastia Carolingiană
- 788-814: Carol cel Mare
- 814-817: Ludovic I și Lothar I
- 817-876: Ludovic al II-lea "Germanul"
- 876-880: Carloman
- 880-882: Ludovic al III-lea "cel Tânăr"
- 882-887: Carol al III-lea "cel Gras"
- 887-899: Arnulf de Carintia
- 899-911: Ludovic al IV-lea "Copilul"

## Ducatul de Bavaria

### DinastiaLuitpoldingilor
- 895-907: Luitpold
- 907-914: Arnulf I "cel Rău" (prima domnie)
- 919-937: Arnulf I "cel Rău" (a doua domnie)
- 937-938: Eberhard
- 938-947: Berthold I

### Dinastia Ottoniană(Casa de Saxonia) (duci de Saxoniași deFranconia)
- 947-955: Henric I, totodată margraf de Verona (952-955)
- 955-976: Henric al II-lea "cel Certăreț", totodată margraf de Verona (955-975, 989-995), ulterior duce de Carintia (989-995)
- 976-982: Otto I de Suabia, totodată duce de Suabia (973-982)

### DinastiaLuitpoldingilor
- 982-985: Henric al III-lea "cel Tânăr", totodată margraf de Verona (976-978, 985-989), totodată duce de Carintia (976-978, 985-989)

### Dinastia Ottoniană
- 985-995: Henric al II-lea "cel Certăreț", restaurat
- 995-1004: Henric al IV-lea, rege romano-german din 1002, împărat al Sfântului Imperiu Roman (1014-1024) ca Henric al II-lea; totodată, duce de Carintia (995-1002)

### Casa deLuxemburg
- 1004-1009: Henric al V-lea de Luxemburg

### Dinastia Ottoniană
- 1009-1017: Henric al IV-lea, restaurat

### Casa deLuxemburg
- 1017-1026: Henric al V-lea de Luxemburg, restaurat

### Dinastia Saliană
- 1026-1042: Henric al VI-lea "cel Negru", împărat din 1039, ca Henric al III-lea

### Casa deLuxemburg
- 1042-1047: Henric al VII-lea de Luxemburg

### Dinastia Saliană
- 1047-1049: Henric al VI-lea "cel Negru", restaurat

### DinastiaEzzonizilor
- 1049-1053: Conrad I de Zutphen (Cuno)

### Dinastia Saliană
- 1053-1054: Henric al VIII-lea, împărat din 1065, ca Henric al IV-lea
- 1054-1055: Conrad al II-lea "Copilul"
- 1055-1061: Henric al VIII-lea, restaurat, sub regența mamei sale, Agnes de Poitou

### Familia deNordheim
- 1061-1070: Otto al II-lea de Nordheim

### Dinastia Welfilor
- 1070-1077: Welf I de Bavaria

### Dinastia Saliană
- 1077-1096: Henric al VIII-lea, restaurat

### Dinastia Welfilor
- 1096-1101: Welf I, restaurat
- 1101-1120: Welf al II-lea de Bavaria
- 1120-1126: Henric al IX-lea cel Negru
- 1126-1139: Henric al X-lea cel Mândru

### Casa de Babenberg
- 1139-1141: Leopold I cel Liberal

### DinastiaHohenstaufen
- 1141-1143: Conrad al III-lea de Hohenstaufen

### Casa de Babenberg
- 1143-1156: Henric al XI-lea Jasomirgott

### Dinastia Welfilor
- 1156-1180: Henric al XII-lea Leul

### Casa deWittelsbach
- 1180-1183: Otto al III-lea cel Mare
- 1183-1231: Ludovic I
- 1231-1253: Otto al IV-lea cel Ilustru
- 1253-1255: Henric al XIII-lea și Ludovic al II-lea cel Sever, domnia comună

| - 1255-1294: Ludovic al II-lea cel Sever - 1294-1317: Rudolf I cel Bâlbâit și Ludovic al IV-lea - 1317-1347: Ludovic al IV-lea |                                 | - 1255-1290: Henric al XIII-lea                                                                                 | - 1255-1290: Henric al XIII-lea                          | - 1255-1290: Henric al XIII-lea |
| - 1255-1294: Ludovic al II-lea cel Sever - 1294-1317: Rudolf I cel Bâlbâit și Ludovic al IV-lea - 1317-1347: Ludovic al IV-lea | - 1290-1296: Ludovic al III-lea | - 1290-1310: Ștefan I - 1310-1334: Otto al VI-lea - 1310-1339: Henric al XIV-lea cel Bătrân - 1339-1340: Ioan I | - 1290-1312: Otto al V-lea - 1312-1333: Henric al XV-lea |                                 |

#### Ducatul de Bavariareunit, de la1340la1347
- 1340-1347: Ludovic al IV-lea, împărat germanic, rege al romanilor

| - 1347-1361: Ludovic al V-lea - 1347-1351: Ludovic al VI-lea - 1347-1351: Otto al VII-lea - 1361-1363: Meinhard 1363: Bavaria Superioară intră în componența Bavariei Inferioare. | - 1347-1358: Wilhelm I - 1347-1404: Albert I - 1387-1397: Albert al II-lea - 1404-1417: Wilhelm al II-lea - 1417-1425: Ioan al III-lea 1429: Bavaria-Straubing este divizată între ducatele de Bavaria-Ingolstadt, Bavaria-Landshut și Bavaria-München. | - 1347-1375: Ștefan al II-lea - 1375-1392: Ștefan al III-lea, Frederic și Ioan al II-lea, domnie comună După ce au domnit în comun, cei trei fii ai lui Ștefan al II-lea au împărțit Bavaria Inferioară. | - 1347-1375: Ștefan al II-lea - 1375-1392: Ștefan al III-lea, Frederic și Ioan al II-lea, domnie comună După ce au domnit în comun, cei trei fii ai lui Ștefan al II-lea au împărțit Bavaria Inferioară. | - 1347-1375: Ștefan al II-lea - 1375-1392: Ștefan al III-lea, Frederic și Ioan al II-lea, domnie comună După ce au domnit în comun, cei trei fii ai lui Ștefan al II-lea au împărțit Bavaria Inferioară.                          |
| - 1347-1361: Ludovic al V-lea - 1347-1351: Ludovic al VI-lea - 1347-1351: Otto al VII-lea - 1361-1363: Meinhard 1363: Bavaria Superioară intră în componența Bavariei Inferioare. | - 1347-1358: Wilhelm I - 1347-1404: Albert I - 1387-1397: Albert al II-lea - 1404-1417: Wilhelm al II-lea - 1417-1425: Ioan al III-lea 1429: Bavaria-Straubing este divizată între ducatele de Bavaria-Ingolstadt, Bavaria-Landshut și Bavaria-München. | - 1392-1413: Ștefan al III-lea - 1413-1442: Ludovic al VII-lea cel Bărbos, abdicat - 1442-1445: Ludovic al VIII-lea cel Șchiop 1445: Bavaria-Ingolstadt intră în componența Bavariei-Landshut.           | - 1392-1393: Frederic - 1393-1450: Henri al XVI-lea cel Bogat - 1450-1479: Ludovic al IX-lea cel Bogat - 1479-1503: George cel Bogat 1503: Bavaria-Ingolstadt intră în componența Bavariei-München.      | - 1392-1397: Ioan al II-lea - 1397-1438: Ernest I - 1397-1435: Wilhelm al III-lea - 1435-1441: Adolf - 1438-1460: Albert al III-lea - 1460-1463: Ioan al IV-lea - 1463-1467: Sigismund - 1465-1508: Albert al IV-lea cel Înțelept |

#### Ducatul de Bavariareunificat de la1503
- 1503-1508: Albert al IV-lea cel Înțelept
- 1508-1550: Wilhelm al IV-lea cel Consecvent
- 1550-1579: Albert al V-lea cel Magnific
- 1579-1597: Wilhelm al V-lea cel Pios
- 1597-1623: Maximilian I cel Mare, devenit elector de Bavaria în 1623
- După 1623: Lista electorilor de Bavaria